# Festa da Ascensão
A Festa da Ascensão, conhecida também como Quinta-Feira da Ascensão ou apenas como Ascensão comemora a Ascensão de Jesus ao céu. É uma das festas ecumênicas, ou seja, uma das que são comemoradas por todas as igrejas cristãs, juntamente com as celebrações da Semana da Paixão, a Páscoa e o Pentecostes. Na Igreja Católica é conhecida também como Solenidade da Ascensão do Senhor. A Ascensão é tradicionalmente celebrada numa quinta-feira, a décima-quarta da Páscoa (segundo a contagem de Atos 1:3), embora algumas províncias tenham mudado a observância para o domingo seguinte.

## História
A observância desta festa é muito antiga. Embora não haja evidências documentais de sua existência anteriores ao século V, Santo Agostinho afirma que ela é de origem apostólica e de uma forma que deixa claro que ela já era observada universalmente por toda a Igreja antiga muito antes de seu tempo. Menções frequentes a ela aparecem nas obras de João Crisóstomo, Gregório de Níssa e na "Constituição dos Apóstolos". A "Peregrinação de Egéria" fala de uma vigília antes da festa e da festa em si, eventos que ela testemunhou na igreja construída sobre a gruta na qual os fieis acreditam ter nascido Jesus em Belém. É possível que antes do século V, o evento narrado nos Evangelhos tenha sido comemorado em conjunto com a Páscoa ou o Pentecostes. Alguns acreditam que o controverso e muito debatido decreto 43 do Sínodo de Elvira (c. 300), condenando a prática de observar uma festa no quadragésimo dia depois da Páscoa e de esquecer de comemorar o Pentecostes no quinquagésimo, implica que a prática apropriada na época era comemorar a Ascensão junto com o Pentecostes. Representações artísticas do evento aparecem em dípticos e afrescos a partir do século V.

## Ocidente
Os termos em latim para a festa, "ascensio" e, ocasionalmente, "ascensa" , significam que Cristo ascendeu através de seus próprios poderes e é destes termos que o dia santo derivou seu nome. No catolicismo romano, a "Ascensão do Senhor" é um "dia santo de obrigação". Os três dias antes da quinta-feira da Ascensão são, às vezes, chamados de "Dias de rogação" e o domingo anterior, o sexto da Páscoa (ou quinto "depois" da Páscoa), "Domingo de rogação". A Ascensão prevê uma vigília e, desde o século XV, uma oitava, que já é uma novena preparatória para o Pentecostes conforme as instruções do papa Leão XIII.
Em sua "Tabela de Vigílias, Jejuns e Dias de Abstinência" a serem observadas durante o ano, o "Livro de Oração Comum" da Comunhão Anglicana indica "Quinta-Feira Santa" como um nome alternativo para "Dia da Ascensão". Porém, a publicação correspondente na Igreja Episcopaliana dos Estados Unidos não usa o termo nem para para a Ascensão e nem para a Quinta-Feira Santa (em inglês:  Maundy Thursday). Uma publicação de 1801 descreve o uso de "Quinta-Feira Santa" para a Ascensão ao invés de usá-lo em seu significado já tradicional referente à quinta-feira da Semana Santa, como uma "inovação sem explicação". Dois séculos depois, o que em 1801 foi descrito como "inovação", já era considerado "obsoleto", e, embora ainda exista o costume na Igreja Anglicana, "Quinta-Feira Santa" é geralmente utilizado pelos anglicanos somente durante a quinta-feira da Paixão.
No cristianismo ocidental, a data mais cedo possível para a festa é 30 de abril e a mais tarde, 3 de junho.

### Observância dominical
A Igreja Católica Romana em diversos países não observam a festa como feriado público, mas conseguiram permissão do Vaticano para mudar a observância da Ascensão da quinta-feira para o domingo seguinte, o domingo antes do Pentecostes. Este relaxamento está de acordo com a tendência de mover os dias de obrigação de dias da semana para os domingos para encorajar mais católicos a observar as festas consideradas mais importantes. A decisão de mudar a data é tomada pelos bispos de uma província eclesiástica, ou seja, um arcebispo e seus bispos. A mudança para a observância dominical foi realizada em 1992 pelos católicos da Austrália, antes de 1996 em partes da Europa; em 1996 para os católicos da Irlanda; antes de 1998 para os  do Canadá e de partes do oeste dos Estados Unidos; para os católicos de muitas outras partes dos Estados Unidos em 1999 e para os da Inglaterra e Gales a partir de 2007.

## Ortodoxia e o cristianismo oriental
| Ano  | Ocidente   | Oriente     |
| ---- | ---------- | ----------- |
| 2025 | 29 de maio | 29 de maio  |
| 2026 | 14 de maio | 21 de maio  |
| 2027 | 6 de maio  | 10 de junho |
| 2028 | 25 de maio | 25 de maio  |
| 2029 | 5 de maio  | 9 de junho  |
| 2030 | 30 de maio | 6 de junho  |

Na Igreja Ortodoxa, a festa é conhecida, numa transliteração do grego, como "Analepsis" ("elevação" ou "erguimento") e "Episozomene" ("salvação do Altíssimo"), uma referência ao fato de que, ao ascender ao céu em glória, Cristo completou a obra da nossa redenção. A Ascensão é uma das doze Grandes Festas do ano litúrgico ortodoxo.
A festa é sempre observada com uma vigília de noite inteira. O dia anterior é a "apodosis" ("dia da licença") da Páscoa, ou seja, o último dia da Páscoa. As "paroemia" (leituras do Antigo Testamento) nas vésperas no dia anterior à Ascensão são Isaías 2:2–3, Isaías 62:10–63, Isaías 63:7–9, Zacarias 14:1–4 e Zacarias 14:8–11. Durante a Divina Liturgia, a leitura ("epístola") é Atos 1:1–12 e o Evangelho, Lucas 24:36–53. A quinta-feira da Ascensão também comemora os "Santos mártires georgianos da Pérsia" (séc. XVII e XVIII).
A Igreja Ortodoxa utiliza um método diferente para calcular a data da Páscoa e, por isso, é normal que se observe a festa no ocidente antes que no oriente, com diferenças que variam de cinco semanas à coincidência de datas). A data mais cedo para a festa no oriente é 13 de maio (do calendário ocidental) e a mais tarde, 17 de junho. Algumas igrejas orientais (como a Igreja Ortodoxa Siríaca Malankara), porém, observam a Ascensão no mesmo dia das igrejas ocidentais.

## Costumes
Alguns costumes ou rituais para o dia da Ascensão estão ligados à liturgia da festa, como a benção dos grãos e das uvas depois da comemoração dos mortos no Cânone da Missa, a benção dos primeiros frutos, realizada também nos "Dias de rogação", a benção da vela, o uso de mitras por diáconos e subdiáconos, o apagamento do Círio Pascal e as procissões triunfais com tochas e faixas atravessando comunidades para celebrar a entrada de Cristo no céu.
Em alguns países (alguns exemplos: Áustria, Bélgica, Colômbia, Dinamarca, Finlândia, França, Alemanha, Mônaco - desde a década de 1930 -, Haiti, Indonésia, Liechtenstein, Luxemburgo, Madagascar, Namíbia, Holanda, Noruega, Suécia, Suíça e Vanuatu), a festa é um feriado; na Alemanha, comemora-se o Dia dos Pais no mesmo dia.

### Dia da espiga
O "dia da espiga" ou "Quinta-feira da espiga" é uma celebração portuguesa que ocorre no dia da quinta-feira da ascensão com um passeio, em que se colhem espigas de vários cereais, flores campestres (papoilas e pampilhos) e raminhos de oliveira para formar um ramo, a que se chama de espiga. Em certas localidades, segundo a tradição, o ramo deve ser colocado por detrás da porta de entrada e só deve ser substituído por um novo, no dia da espiga, do ano seguinte. É considerado "o dia mais santo do ano", um dia em que não se devia trabalhar. Era chamado o "dia da hora" porque havia um momento em que tudo parava: pelo meio-dia, em algumas localidades e pelas 15 horas, noutras localidades, onde "as águas dos ribeiros não correm, o leite não coalha, o pão não leveda e as folhas de oliveira cruzam-se". [O seguinte provérbio é do conhecimento do povo português: "se os passarinhos soubesem quando é o dia da Ascensão, não comiam nem bebiam nem punham os pés no chão."] Em alguns sítios do país, era nessa hora que se colhiam as plantas para fazer o ramo da "espiga" e também se colhiam as ervas medicinais. Nesses lugares, em dias de trovoadas queimava-se um pouco dessa "espiga" no fogo da lareira para afastar as trovoadas.

## Música
Johann Sebastian Bach compôs diversas cantatas e o "Oratório da Ascensão" para serem tocados nos serviços litúrgicos da Ascensão. Ele tocou pela primeira vez "Wer da gläubet und getauft wird, BWV 37", em 18 de maio de 1724; "Auf Christi Himmelfahrt allein, BWV 128", em 10 de maio de 1725; "Gott fähret auf mit Jauchzen, BWV 43", em 30 de maio de 1726 e o oratório, "Lobet Gott in seinen Reichen, BWV 11", em 19 de maio de 1735.